# Семиреченские казаки

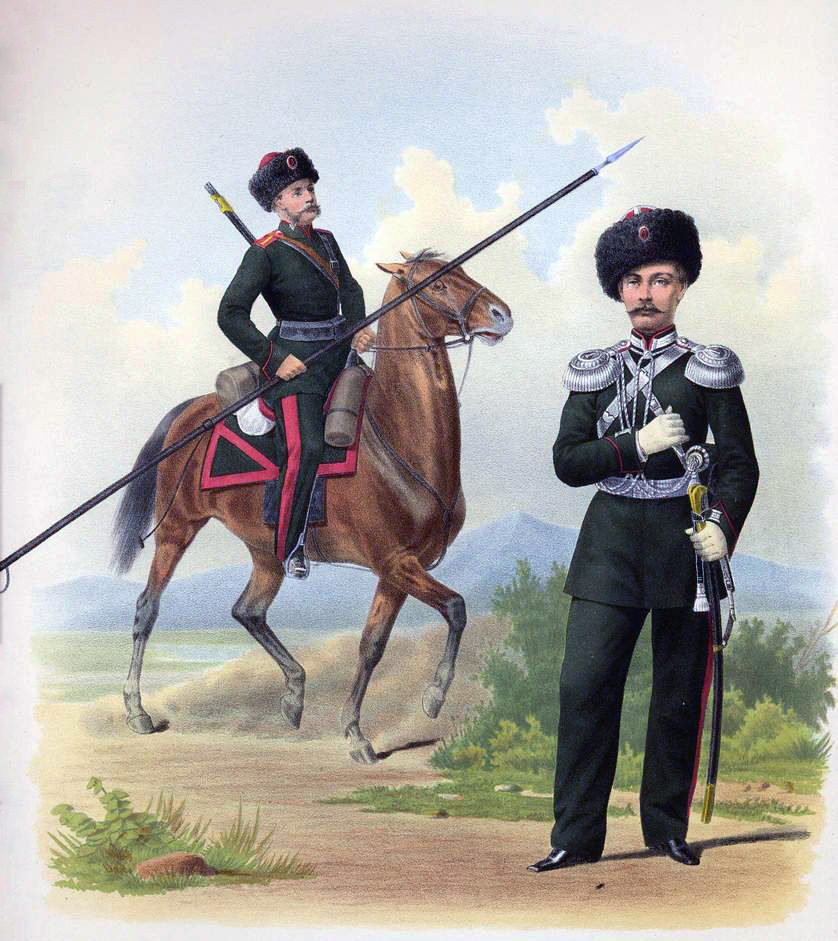
Пиратский К. К. Казак и Штаб-Офицер Семиреченского Казачьего войска. 1867 г.

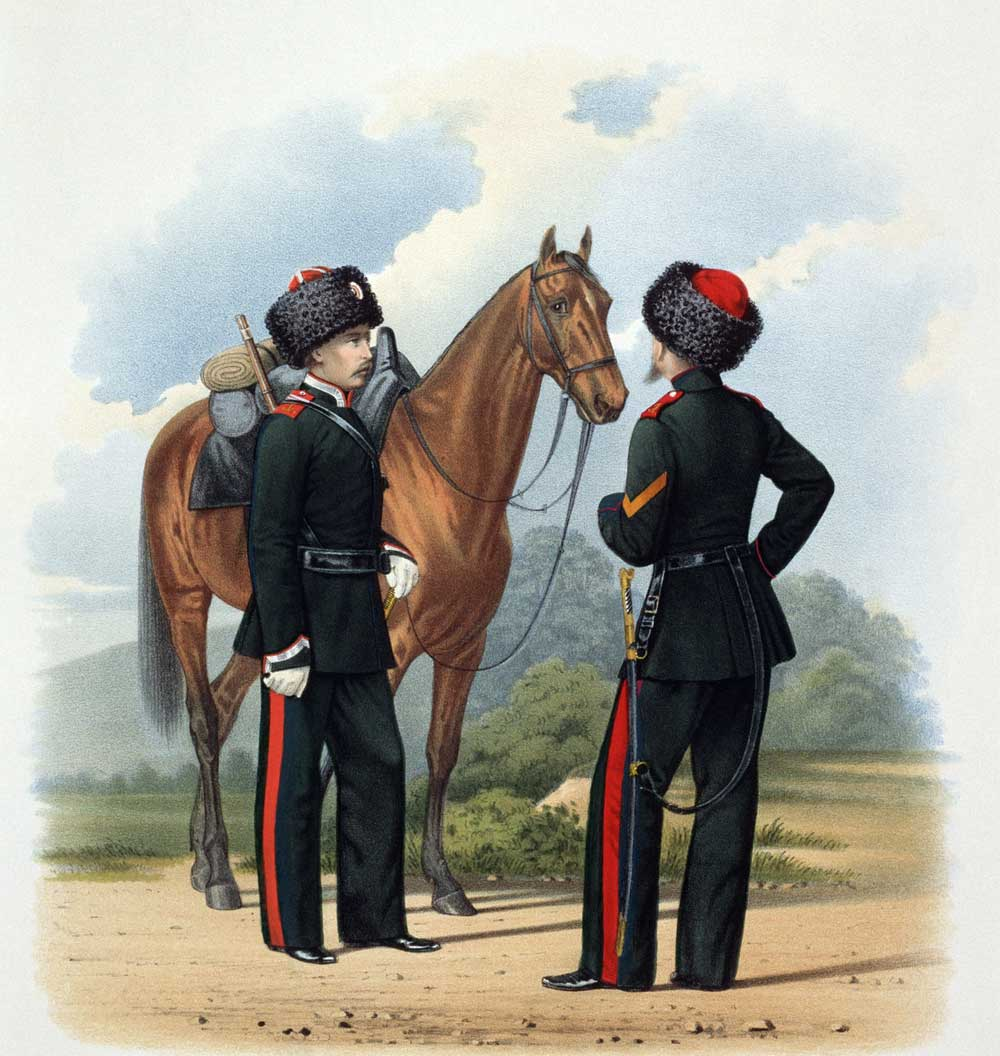
Пиратский К. К. Сибирское и Семиреченское Казачьи войска. 1867 г.

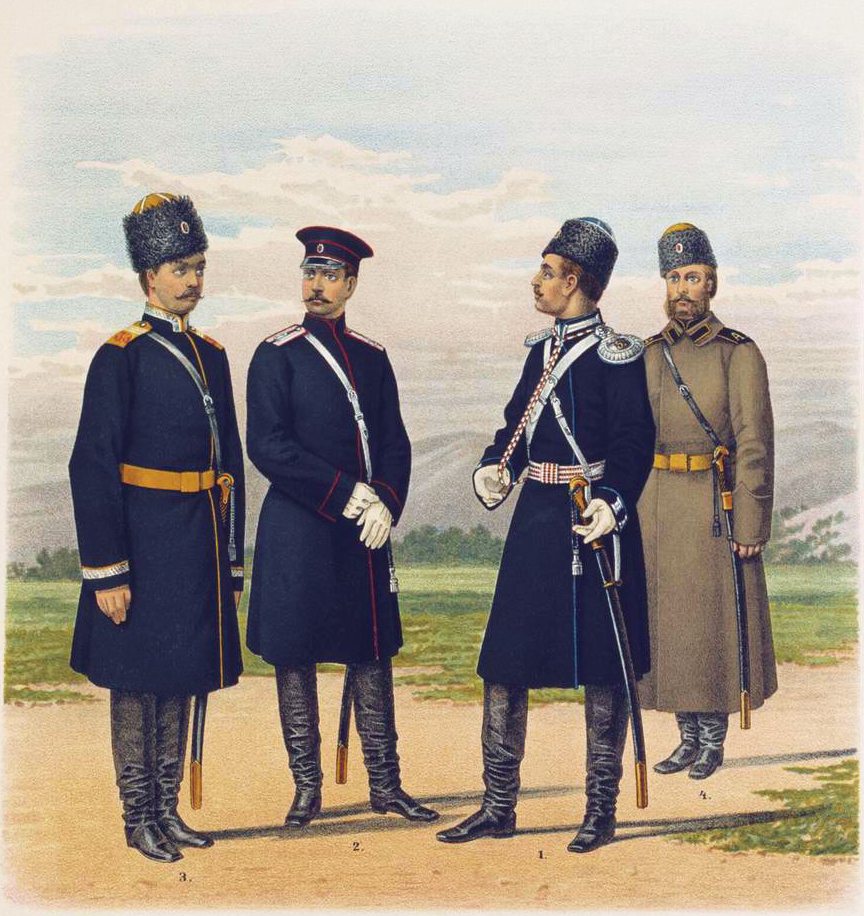
1) и 2) Обер-Офицеры: Оренбургского и Семиреченского войска, 3) Урядник Забайкальского войска и 4) Рядовой Амурского войска. 1892 г.

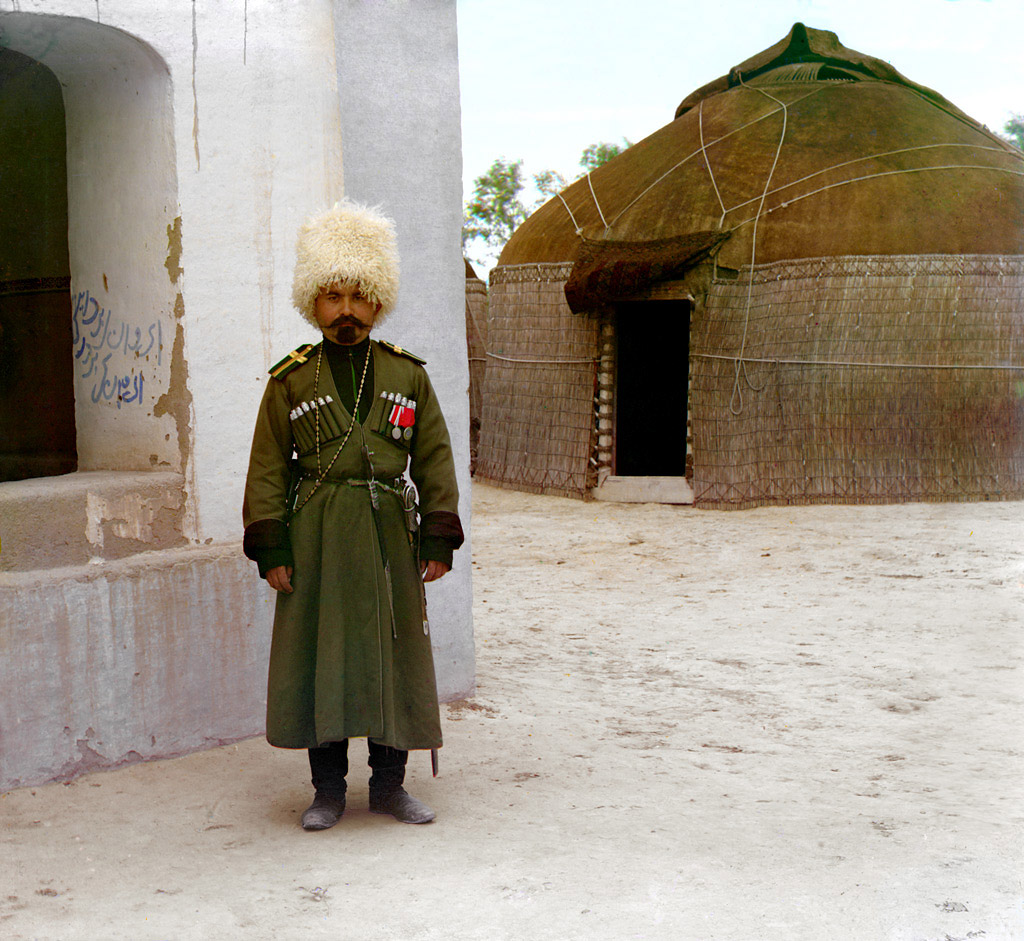
Семиреченский казак (фото Прокудин-Горский)

Семиреченские казаки́, Семиреченское Казачье войско — группа казаков, проживающая в Семиречье, на юго-востоке современного Казахстана и северного Кыргызстана. Сложившаяся в середине XIX века, на основе сибирских казаков и крестьян, субэтносоциальная группа в составе русского народа, известная в прошлом под самоназванием «семиреченцы», «семиреки».
В прошлом были объединены в отдельное казачье войско. Старшинство с 1582 года.

## Управление
Во главе войска стоял наказной атаман, резиденция которого находилась в городе Верном. При атамане существовало Войсковое Правление во главе с Председателем. Во главе станиц и выселков стояли станичные и выселковые атаманы со станичными и выселковыми правлениями. Станицы объединялись в уезды.
В мирное время семиреченцы были организованы в один полк, состоящий из 4-х сотен. Сотни делились на взводы. Сотню возглавлял есаул, а взвод — сотник или хорунжий. В военное время число полков увеличивалось до 3-х.

## Военная служба
По положению 1867 года служба делилась на полевую и внутреннюю. Служилые казаки подразделялись на разряды — строевой и внутренно-служащих, в каждом разряде — на действительно служащих и льготных.
Законом 28 октября 1866 года общий срок выслуги был 22 года, из которых 15 на полевой и 7 на внутренней службе. В 19 лет казаки зачислялись в строевой разряд, после чего получали 1 год льготы и в 20 лет могли быть призваны на укомплектование строевых полевых частей. В 35 лет перечислялись из разряда строевых во внутренно-служащих. В 42 года после 7 лет во внутренно-служащем разряде зачислялись на льготу. Казаки увольнялись в отставку, но были обязаны в случае крайней необходимости и по требованию Верховной Власти явиться снова на службу. Продолжительность службы вновь призванного зависела от физического состояния и способности владеть оружием.
Внутренно-служащие казаки с 1867 года по 1875 год состояли один год на действительной службе. С 1875 срок был уменьшен до полугода, с 1877 — снова год. С 1875 году ежегодно назначались на службу в Верненскую городскую полицию, Верненское уездное управление, Верненскую областную почтовую контору, Семиреченскую областную дистанция, Верненское областное правление, Верненскую канцелярию по Кульджинским делам. К Верненскому уездному начальнику, уездным судьям Вернинского уезда 1-го и 2-го участков, уездному врачу, дому наказного атамана. В 1876 к этому были добавлены и ежегодно назначались наряды на войсковую конюшню, в 1877 году — сторожем в Копальское училище.
По положению о воинской провинности и военной службе 30 июля 1879 года Семиреченское казачье войско делилось на 3 разряда: приготовительный — срок службы 3 года, строевой — 12 лет и запасной — 4 года.

## Войсковые праздники
Войсковой круг — 23 апреля (6 мая), день святого великомученика Победоносца Георгия и 6 декабря (19 декабря), день святого Николая Чудотворца.
Войсковой праздник 1 Семиреченского полка — 23 апреля (6 мая), день святого великомученика Победоносца Георгия.
Войсковой праздник 2 Семиреченского полка — 4 (17) марта, день святого Герасима. В честь первого наказного атамана Герасима Алексеевича Колпаковского; но позже — в 1886 году день празднования перенесён, по распоряжению (Приказ по Семиреченскому казачьему войску № 192 1886 год) на 22 октября (4 ноября), праздник Иконы Казанской Божьей Матери, в память победы под Узун-чаем.
• Войсковой праздник 1 сотни 2 полка — 31 мая (12 июня), в память поражения таранчей под Кетменом в 1871 году.
• Войсковой праздник 2 сотни 2 полка — 16 (28) июня, в память поражения таранчей под Алимту в 1871 году.
• Войсковой праздник 3 сотни 2 полка — 19 июня (1 июля), в память штурма крепости Суйдуна в 1871 году.
• Войсковой праздник 4 сотни 2 полка — 15 (27) июля, в память поражения туркмен под Чандыром в 1873 году.
Войсковой праздник 3 Семиреченского полка — 29 мая (4 июня), в память занятия столицы Хивы в 1873 году.
• Войсковой праздник 1 сотни 3 полка — 11 (23) июня, в память поражения кокандцев под Карабулаком в 1876 году.
• Войсковой праздник 2 сотни 3 полка — 8 (20) января, в память первого дня штурма Андижана в 1876 году.
• Войсковой праздник 3 сотни 3 полка — 27 января (8 февраля), в память штурма кишлака Уч-Кургана в 1876 году.
• Войсковой праздник 4 сотни 3 полка — 9 (21) октября, в память поражения кокандцев под Яны-Курганом в 1875 году.

## Символика

### Одежда
Папахи, фуражки с малиновым околышем и шаровары с лампасами были непременным атрибутом казаков-семиреков. Шаровары серо-синего цвета с малиновыми лампасами шириной до 4 — 5 см. Папаха — в виде усечённого конуса с коротким чёрным мехом и малиновым верхом. В летнее время казаки носили фуражки с малиновым околышем и тёмно-зелёной тульёй с малиновой выпушкой. С 1911 года на погонах казаков появились литеры «См.».
Казачки носили широкие сарафаны и юбки, рубашки с манжетами. Блузки были с пышными рукавами и плотно облегали тело. Их обшивали кружевами или тюлью. На головах у женщин были шали, платки или сшитые из дорогой материи околочники. Волосы заплетали и оборачивали вокруг головы. Из украшений казачки предпочитали бусы и серьги, на ногах носили сапоги.

### Полковые знамя
1 Семиреченский казачий полк — простое знамя «1582-1909» с Александровской юбилейной лентой, пожалованное 14 апреля 1909 года. Полотнище тёмно-зелёное, кайма малиновая, шитьё серебряное. На лицевой стороне Спас Нерукотворный. На обороте под вензелем нашита лента с датами «1582-1909». Знамя имело навершие армейского 1857 года образца. На Александровской юбилейной ленте надпись «1909 ГОДА»
2 Семиреченский казачий полк — простое знамя (бунчук), пожалованное 14 августа 1809 года Линейного Сибирского казачьего войска полку № 10. Верхняя часть знамени зелёная, нижняя малиновая, в середине красный крест в золотом сиянии.
3 Семиреченский казачий полк — простое знамя, пожалованное 2 августа 1900 года. Полотнище тёмно-зелёное, кайма малиновая, шитьё серебряное. Знамя имело навершие армейского 1857 года образца.

### Войсковое знамя
6 декабря 1903 года войску было пожаловано Георгиевское юбилейное войсковое знамя Георгиевское «Семиреченскому казачьему войску, получившему своё начало от доблестных сибирских казаков» «1582—1903» с Александровской юбилейной лентой. Полотнище тёмно-зелёное, кайма малиновая, шитьё серебряное, икона — Спас Нерукотворный.
Указом от 6 декабря 1903 года «О надписях на скобах Всемилостивейше пожалованных Сибирскому и Семиреченскому казачьим войскам 6 декабря 1903 года войсковых Георгиевских знамён» было указано, что на скобе знамени должны помещаться надписи:
• вензель царя Иоана Васильевича Грозного и надпись: «1582 г. Царская служилая рать».
• вензель Императора Александра I и надпись: «1808 г. Линейное Сибирское казачье войско».
• вензель Императора Александра II и надпись: «1867 г. Семиреченское казачье войско».
• «1903 г. За отлично — усердную, боевыми подвигами ознаменованную, службу».
• «1903 г. Семиреченского казачьего войска».

### Старое знамя
Простое знамя (бунчук), пожалованное 14 августа 1809 года Линейного Сибирского казачьего войска полку № 9.

### Войсковой клейнод
Атаманская насека «Насека Семиреченского казачьего войска 1904 года», пожалованная 3 июня 1904 года.

### Нагрудной знак Семиреченского казачьего войска
Знак Семиреченского казачьего войска представляет собой овальный щит, покрытый красной эмалью, на середину которого наложен чёрный двуглавый орёл; на груди орла щит с числом «100», над головами — дата «1582» (год старшинства войска). Знак окаймлён Георгиевской (слева) и Александровской (справа) лентами. Снизу знак обрамлён серебряными лавровой и дубовой ветвями, перевязанными Андреевской лентой. На банте ленты — золотые накладные вензеля императоров Александра I и Николая II. Знак увенчан серебряной императорской короной, из-под которой ниспадает серебряная лента с датой «1873» (год Хивинского похода, в котором отличились семиреченские казаки).
Высота знака — 52 мм, ширина — 34 мм. Офицерский знак выполнялся из бронзы, для казаков — штампованный, из белого металла, без эмали. В центре знака — розетка из красного сукна. На лентах даты: на Георгиевской — «1903», на Александровской — «1909». Знак крепился к одежде при помощи нарезного штифта и гайки.

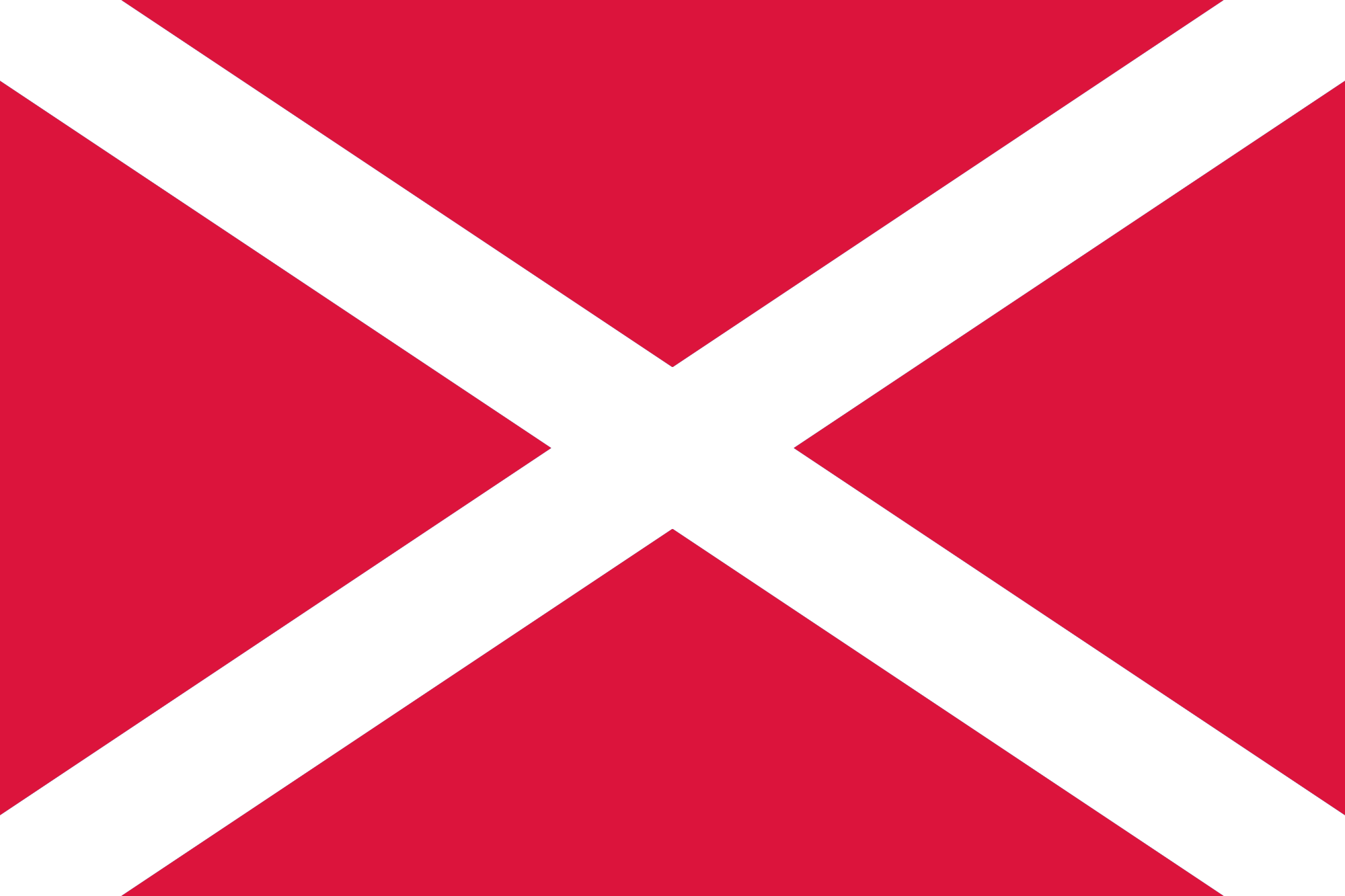
Реконструкция флага Семиреченского казачьего войска.

### Флаги
Флаги полков Семиреченского войска были малиновыми с белым косым («Андреевским») крестом.

## История

Русское Семиречье (в конце XIX — начале XX века)

Одними из первых поселений казаков в Семиречье стали станицы — Ауягузская (Сергиопольская), основанная в 1847 году и Капальская, основанная в 1848 году есаулом Абакумовым. Капальская станица стала важным русским плацдармом в Русско-кокандской войне, закрепившей Семиречье за Россией. В 1854 году было основано укрепление Верное, а в 1855 году — станица Верхне-Лепсинская. Южная часть Семиречья называлась Заилийским краем.
14 июля (25 июля) 1867 года 9-й и 10-й Сибирские казачьи полки выделены в особое Семиреченское казачье войско и переименованы в 1-й и 2-й Семиреченские казачьи полки. Первым атаманом семиреченцев стал генерал-майор Герасим Колпаковский. Поскольку семиреченские казаки ведут своё происхождение от сибирских, то войско сохранило старшинство с 1582 года.
В начале 1869 года все казачьи поселения были разделены на 2 полка Семиреченского казачьего войска. Станицы, расположенные к северу от реки Или, составили 1-й льготный полк: станица Сергипольская составила 1-ю сотню, станица Урджарская 2-ю, станица Лепсинская 3 и 4-ю, станица Копальская с выселками 5 и 6-ю. Станицы Заилийского края составили 2-й льготный полк: станица Алматинская 1 и 2-ю сотня, выселки Мало-Алматинский и Илийский 3-ью, выселок Любовный 4-ю, станица Софийская с выселком Надежденским 5 и 6-ю. В 1871 году 15 мая из охотников станиц Алматинской и Софийской и 39 человек по наряду была сформирована новая 6-я сотня 1-го Семиреченского казачьего полка.
Семиреченские казаки приняли активное участие в Хивинском походе 1873 года. 17 апреля 1875 года пожалованы знаки отличия на головные уборы «За отличие в Хивинском походе 1873 года» 5-й сотне Семиреченского казачьего войска. 12 марта 1882 года знаки отличия переданы 1-й сотне Семиреченского казачьего № 1 полка.
29 мая 1869 года в состав Семиреченского казачьего войска зачислены 400 китайских эмигрантов (солоньи, маньчжуры, калмыки).
15 октября 1877 года при войске учреждён музыкальный хор.
30 июня 1879 года утверждено новое положение о Семиреченском казачьем войске. Из состава 1-го и 2-го полка сформирован 3-й полк. 1-й полк состоял на действительной службе, а 2-й и 3-й на льготе.
24 мая 1894 года установлено новое именование полков, без №, с цифрой перед названием.
23 декабря 1890 года установлен день войскового праздника — 23 апреля.
В 1900 году участвовали в Китайском походе для усмирения повстанцев-ихэтуаней.
3 июня 1904 года наказному атаману войска пожалована насека.
14 июля 1906 года установлена служба Гвардейского Семиреченского взвода в составе 3-й (сводной) сотни Лейб-гвардии Сводно-казачьего полка.
В 1916 году семиреченские казаки участвовали в подавлении Среднеазиатского восстания.
В конце января 1918 года в город Верный, столицу Семиреченского казачьего войска из Ирана прибыл 2 Семиреченский казачий полк, который привёл к власти большевиков. Однако новая власть обрушила свои репрессии на казаков, что привело к расколам, смутам и гражданскому противостоянию. В июне казачье войско было упразднено, а несогласные казаки эмигрировали в Китай. Однако вскоре в Семиречье объявился атаман Дутов и Гражданская война вспыхнула с новой силой. Вооружённые отряды семиреченских казаков захватили 21.07.1918 Сергиополь (отряд полковника Ярушина), ряд городов и станиц Черкесского района Семиречья, включая Лепсинск (29.08.1918). Окончательно большевистская власть установилась в регионе в 1920 году, после чего остатки Семиреченских казаков эвакуировались в Кульджу и позднее приняли участие в синьцзянской войне 1933 года.

## Численность
К 1868 году всё войсковое казачье население Семиречья (включая женщин и детей) составляло чуть более 14 тысяч человек. По данным на начало 1914 года в составе Семиреченского казачьего войска было 19 станиц и 15 выселков (34 населённых пункта), с населением 22473 человек, из которых лишь 6 тыс. были взрослыми мужчинами, годными к военной службе. На начало 1917 года в составе Семиреченского казачьего войска насчитывалось — 45305 человек. В 2007 году в Казахстане насчитывалось около 10 тыс. казаков, при том, что наряду с семиреченскими казаками в Казахстане проживают также уральские и сибирские казаки.

## Современность
Казачество в Семиречье заявило о себе в 1989 году с момента создания Союза казаков России. Однако после распада СССР семиреченские казаки были отделены от России и разделены между собой казахстанско-киргизстанской границей.

### В Казахстане
Потомки семиреченских казаков Казахстана активно включились в дело возрождения казачества. В начале 1990-х годов власти Казахстана с подозрением относились к казакам, запрещая им носить форму и формировать вооружённые отряды. Казаки Казахстана в ответ переходили российскую границу и участвовали в учениях с российскими казаками, требовали создания автономной республики в Северном Казахстане. В 1996 году после улучшения российско-казахстанских отношений русское казачество республики получило право открыто носить форму, проводить митинги, после чего его оппозиционность властям резко снизилась. Помимо семиреченских казаков на территории Казахстана жили потомки уральских и сибирских казаков. «Землячество семиреченских казаков» было создано в Алма-Ате в начале 1991 года. В июле 1992 года организация была переименована в «Союз казаков Семиречья». В ноябре 1993 года атаманом был избран Николай Гунькин. В ноябре 1994 года под его руководством была предпринята попытка семиреченских казаков провести митинг с призывом к объединению с Россией и приданию русскому языку статуса государственного. В январе 1995 года Гунькин организовывал несанкционированные митинги и шествия казаков по улицам Алматы и Талдыкоргана. В ноябре 2007 года было проведено юбилейное празднование 140-летия образования Семиреченского казачьего войска.

### В Киргизии
В 1993 году в Киргизии была зарегистрирована организация «Международный казачий культурно-экономический центр». Атаманом был избран родовой казак, кандидат сельскохозяйственных наук Бучнев Михаил Иванович. По требованию Министерства Юстиции Киргизии в 2003 году была проведена перерегистрация организации. Она стала называться «Казачий культурно-экономический центр „Возрождение“». В ноябре 2005 года состоялся Большой войсковой круг, на котором был избран атаманом Бабичев Валентин Константинович. Сохранив в своих рядах родовых казаков в трёх десятках станиц Чуйской и Иссык-кульской областей, в марте 2006 года казаки провели регистрацию Республиканской организации «Союз казаков Семиречья в Киргизии», которая насчитывает в своих рядах 1800 активных казаков.
Несмотря на конфликты в прошлом (участие семиреченских казаков в подавлении Среднеазиатского восстания 1916 года, участие семиреченских казаков в Белом движении и киргизов в РККА в Гражданской войне) между киргизами и семиреченскими казаками, в настоящее время взаимоотношения между ними нормальные.

### Программа репатриации казаков в Россию
По программе возвращения соотечественников в Россию в 2014 году были озвучены планы по переселению семей казаков из Киргизии и Казахстана в Ставропольский край России. Всего в программе планируется задействовать до 10 тыс. казаков.

## Исторические поселения Семиреченских казаков
По состоянию на 1917 год 34 казачьих станиц и выселков:
- станица Больше-Алматинская (сейчас — Медеуский район, Алматы)
- станица Голубевская (Борохудзир) (сейчас — село Коктал, Алматинская область, Казахстан)
- выселок Каратальский (сейчас — село Каратал, Алматинская область, Казахстан)
- станица Каскеленская (Любавинская) (сейчас — город Каскелен, Алматинская область, Казахстан)
- станица Коксуйская (сейчас — село Коксу, Алматинская область, Казахстан)
- станица Копальская (сейчас — село Капал, Алматинская область, Казахстан)
- станица Лепсинская (Верхлепсинская) (сейчас — село Лепси, Алматинская область, Казахстан)
- станица Мало-Алматинская (сейчас — Медеуский район, Алматы)
- станица Надеждинская (Иссыкская) сейчас — город Есик, Алматинская область, Казахстан)
- станица Николаевская (Никольская) (сейчас — село Тогуз-Булак, Иссык-Кульская область, Киргизия)
- станица Сарканская (сейчас — город Сарканд, Алматинская область, Казахстан)
- станица Сергиопольская (Аягуз) (сейчас — село Мамырсу, Восточно-Казахстанская область, Казахстан)
- станица Софийская (Талгарская) (сейчас — город Талгар, Алматинская область, Казахстан)
- станица Урджарская (Урджар) (сейчас — село Урджар, Восточно-Казахстанская область, Казахстан)
- станица Самсоновская (Бурулдайская) (сейчас — село Боролдой, Чуйская область, Киргизия)
- станица Джаланашская (Поливановская, Александровская) (сейчас — село Жаланаш, Алматинская область, Казахстан)
- станица Подгорненская (Киргиз-сай) (сейчас — село Кыргызсай, Алматинская область, Казахстан)
- станица Фольбаумовская (Попутное, Арал-Тюбе) (сейчас — село Аралтобе, Алматинская область, Казахстан)
- станица Тополёвская (Теректы, Котур-Кала) (сейчас — село Тополёвка, Алматинская область, Казахстан)
- станица Карабулакская (сейчас — село Карабулак, Алматинская область, Казахстан)
- выселок Занарынский (Куланак) (сейчас — село Куланак, Нарынская область, Киргизия)
- выселок Охотничий (Нарынкол) (сейчас — Нарынкол, Алматинская область, Казахстан)
- выселок Чунджинский (сейчас — село Чунджа, Алматинская область, Казахстан)
- выселок Илийский (сейчас — город Конаев, Алматинская область, Казахстан)
- выселок Хоргосский (сейчас — село Хоргос, Алматинская область, Казахстан)
- выселок Николаевский (Баш-кунчан) (сейчас — село Баскуншы, Алматинская область, Казахстан)
- выселок Кугалинский (сейчас — село Когалы, Алматинская область, Казахстан)
- выселок Царицинский (Будённое) (сейчас — ликвидировано)
- выселок Щербаковский (Джангыз-Агач, сейчас — село Жалгызагаш, Алматинская область, Казахстан)
- выселок Арасанский (Теплоключенский) (сейчас — село Арасан, Алматинская область, Казахстан)
- выселок Аксуйский (сейчас — село Аксу, Алматинская область, Казахстан)
- выселок Абакумовский (Тас-Пикет) (сейчас — село Жансугуров, Алматинская область, Казахстан)
- выселок Басканский (сейчас — село Жаналык, Алматинская область, Казахстан)
- выселок Каргалинский (Благодатный, Александровский) (сейчас — село Каргалы, Алматинская область, Казахстан)

Одно время существовали казачьи выселки (позже были ликвидированы):
- выселок Сарыбулакский (сейчас — село Сарыбулак, Алматинская область, Казахстан)
- выселок Чингильдинский (сейчас — село Шенгельды, Алматинская область, Казахстан)

После разгрома киргизского восстания (1916) в Семиречье были образованы семиреченские станицы:
- станица Кегетинская (Кегеты) (Кеготинская) (с 1918 — село Подгорное, Чуйский район, Киргизия)
- станица Мариинская (Свободненская) (сейчас — село Ырдык, Иссык-Кульская область, Киргизия)
- станица Тастакская (микрорайон Тастак города Алматы)

В конце 1918 году в Северном Семиречье (на войсковой территории подконтрольной Семиреченскому Войсковому правительству), в результате политики «Оказачивания» крестьянского старожильческого населения были возведены на степень казачьих станиц:
- станица Захарьевская (Бахты) (сейчас — село Бахты, Восточно-Казахстанская область, Казахстан)
- станица Стефановская (Уч-Арал) (сейчас — город Ушарал, Алматинская область, Казахстан)
- станица Романовская (Кок-Терек) (сейчас — село Коктерек, Алматинская область, Казахстан)
- станица Ивановская (сейчас — село Маканчи, Восточно-Казахстанская область, Казахстан)

Первоначально (с 1854 по 1867) Аягузский, Семиреченский и Заилийский края входили в состав Семипалатинской области, с 13.07.1867 г. — образована Семиреченская область в составе Туркестанского генерал-губернаторства.
Войсковой центр — Верный, станицы — Надеждинская, Любавинская и Софийская были названы в честь дочерей генерал-губернатора Колпаковского Г. А.. Первоначально эти станицы были местом службы сибирских казаков и были построены для охраны торговых путей из Синьцзяна (Китай) в Россию. Со временем часть сибирских казаков стала оседать на прежнем месте службы, что всячески поддерживалось администрацией Семиречья.